# Grand Prix automobile du Canada 1976
Résultats du Grand Prix du Canada de Formule 1 1976 qui a eu lieu sur le circuit Mosport Park le 3 octobre 1976.

## Classement
| Pos  | N° | Pilote             | Voiture            | Tours | Temps/Abandon       | Grille | Points |
| ---- | -- | ------------------ | ------------------ | ----- | ------------------- | ------ | ------ |
| 1    | 11 | James Hunt         | McLaren-Ford       | 80    | 1 h 40 min 09 s 626 | 1      | 9      |
| 2    | 4  | Patrick Depailler  | Tyrrell-Ford       | 80    | + 6 s 331           | 4      | 6      |
| 3    | 5  | Mario Andretti     | Lotus-Ford         | 80    | + 10 s 366          | 5      | 4      |
| 4    | 3  | Jody Scheckter     | Tyrrell-Ford       | 80    | + 19 s 745          | 7      | 3      |
| 5    | 12 | Jochen Mass        | McLaren-Ford       | 80    | + 41 s 811          | 11     | 2      |
| 6    | 2  | Clay Regazzoni     | Ferrari            | 80    | + 46 s 256          | 12     | 1      |
| 7    | 8  | Carlos Pace        | Brabham-Alfa Romeo | 80    | + 46 s 472          | 10     |        |
| 8    | 1  | Niki Lauda         | Ferrari            | 80    | + 1 min 12 s 957    | 6      |        |
| 9    | 10 | Ronnie Peterson    | March-Ford         | 79    | + 1 tour            | 2      |        |
| 10   | 28 | John Watson        | Penske-Ford        | 79    | + 1 tour            | 14     |        |
| 11   | 16 | Tom Pryce          | Shadow-Ford        | 79    | + 1 tour            | 13     |        |
| 12   | 6  | Gunnar Nilsson     | Lotus-Ford         | 79    | + 1 tour            | 15     |        |
| 13   | 22 | Jacky Ickx         | Ensign-Ford        | 79    | + 1 tour            | 16     |        |
| 14   | 9  | Vittorio Brambilla | March-Ford         | 79    | + 1 tour            | 3      |        |
| 15   | 18 | Brett Lunger       | Surtees-Ford       | 78    | + 2 tours           | 22     |        |
| 16   | 19 | Alan Jones         | Surtees-Ford       | 78    | + 2 tours           | 20     |        |
| 17   | 7  | Larry Perkins      | Brabham-Alfa Romeo | 78    | + 2 tours           | 19     |        |
| 18   | 17 | Jean-Pierre Jarier | Shadow-Ford        | 77    | + 3 tours           | 18     |        |
| 19   | 38 | Henri Pescarolo    | Surtees-Ford       | 77    | + 3 tours           | 21     |        |
| 20   | 25 | Guy Edwards        | Hesketh-Ford       | 75    | + 5 tours           | 24     |        |
| Abd. | 26 | Jacques Laffite    | Ligier-Matra       | 43    | Pression d'huile    | 9      |        |
| Abd. | 30 | Emerson Fittipaldi | Copersucar-Ford    | 41    | Échappement         | 17     |        |
| Abd. | 34 | Hans-Joachim Stuck | March-Ford         | 36    | Tenue de route      | 8      |        |
| Abd. | 20 | Arturo Merzario    | Wolf-Williams-Ford | 11    | Accident            | 25     |        |
| Nq.  | 39 | Otto Stuppacher    | Tyrrell-Ford       |       | Non qualifié        |        |        |

Légende :
- Abd.=Abandon

## Pole position et record du tour
- Pole position : James Hunt en 1 min 12 s 389 (vitesse moyenne : 196,787 km/h).
- Tour le plus rapide : Patrick Depailler en 1 min 13 s 817 au 60e tour (vitesse moyenne : 192,980 km/h).

## Tours en tête
- Ronnie Peterson : 8 (1-8)
- James Hunt : 72 (9-80)

## À noter
- 6e victoire pour James Hunt.
- 20e victoire pour McLaren en tant que constructeur.
- 94e victoire pour Ford Cosworth en tant que motoriste.
- James Hunt sort de la route lors du tour d'honneur.